# 同性愛
|  | 同性愛を合法とする国       |  |                                       |
|  | 結婚1                      |  | 結婚は認められているが法的適用は無し1 |
|  | シビル・ユニオン           |  | 事実婚                                |
|  | 同性結婚は認められていない |  | 表現や団体の自由を法的に制限          |
|  | 同性愛を違法とする国       |  |                                       |
|  | 強制的罰則はない2          |  | 拘禁                                  |
|  | 終身刑                     |  | 死刑                                  |

同性愛（どうせいあい）、ホモセクシュアリティ（英: Homosexuality）は、男性同士または女性同士の間での性愛や、同性への性的指向を指す。同性愛の性質を持っている人のことを同性愛者（どうせいあいしゃ）、ホモセクシュアル（英: Homosexual）という。ホモセクシャルの略語であるホモが主に男性同性愛者に対して使われる場合があるが、差別的に使われてきた歴史的文脈から蔑称とされており、ホモセクシュアルという言葉自体も使用は避けられる。
本項では同性愛の一般概要について記す。「日本における同性愛」は同項を参照。

## 概説
同性愛は英語でホモセクシュアルという。語源は「同じ」という意味のギリシャ語起源の接頭辞「Homo-」に性を意味する英単語「Sexual」を付属したものである。
かつて同性愛は多くの国・地域で違法または異端視された。世界保健機関（WHO）は同性愛を、1990年に疾病及び関連保健問題の国際統計分類（ICD）からの削除を決議するまで、病気の一種とみなしていた。
現在は同性愛を含む性的指向の多様性は人権として扱われている。2001年、世界で初めてオランダが同性カップルに結婚する権利（同性結婚）を認め、2006年、カナダで開催されたLGBTの競技大会「ワールドアウトゲームズ」の第1回大会の場で宣言された「モントリオール宣言」、2006年に採択され2007年に国連人権理事会で承認された「ジョグジャカルタ原則」、2008年に国際連合に提出された「性的指向と性自認に関する声明」は、同性愛者やLGBTなど性的少数者の権利を高らかに謳い、差別の撤廃を求めている。2011年12月には世界人権デーに合わせてジュネーヴの欧州国連本部でアメリカ合衆国ヒラリー・クリントン国務長官が演説し、「同性愛者の権利は人権であり、人権は同性愛者の権利だ」と述べた。
ゲイ（Gay）という単語は、男性だけでなく女性の同性愛者であるレズビアン（Lesbian）も含んだ「同性愛者一般」という意味で用いられることもあり、さらに性的少数者一般を指すこともある。現在は、両性愛者（バイセクシュアル、Bisexual）とトランスジェンダー（Transgender）も含めた性的少数者一般を指す頭字語として「LGBTQ+」が用いられている。

## 関連する用語

### 性的指向
性的指向とは、人の恋愛・性愛がどういう対象に向かうのかを示す概念であり、具体的には、恋愛・性愛の対象が異性に向かう異性愛（ヘテロセクシュアル）、同性に向かう同性愛、男女両方に向かう両性愛（バイセクシュアル）などを指す。異性愛が性的指向であるのと同じように、同性愛や両性愛も性的指向である。

### ゲイ

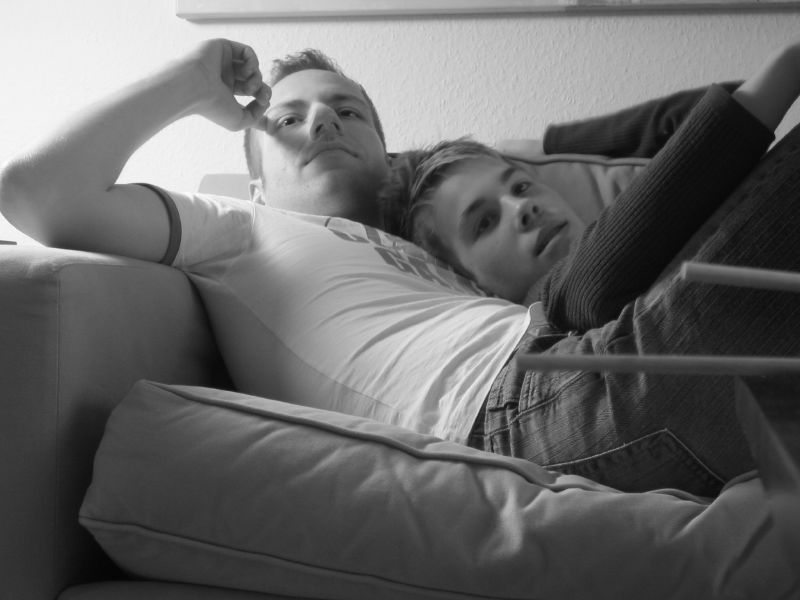
ゲイカップル

男性同性愛者のことを特にゲイと呼ぶ。「Queer（クィア）」などの言葉が侮蔑的な意味を持つというので、英語圏の男性同性愛者らが自分たちを肯定的に再定義するために、「陽気な」「派手な」などの意味を持つ英単語の「Gay（ゲイ）」を使い始めた。ただ「ホモ」やクィアほどでないにせよ、この言葉には差別的な意味の内包される場合があり、しばしばそうした使い方をされる。広義には性別を問わず同性愛者全てを含むが、日本語社会では単にゲイという場合は、後述のレズビアンと区別し、男性同性愛者のみを指すことがほとんどである。ただし、アメリカ合衆国などの英語圏ではゲイは男性同性愛者を指す場合が多いものの、レズビアンも含め全同性愛者を指す場合もある。
この単語（名詞）の英語の文献における初出は、オックスフォード英語辞典によれば1935年である。ヴィクトリア朝のイギリスでは、売春婦・男娼が「Gay（ゲイ）」と呼ばれていた（これは彼らが「Gaily（ゲイリー）」、つまり「派手に」「華やかに」着飾っていたからである）。それが語源となり男性の同性愛者を指して用いられるようになった。1990年代以降、海外ではLGBTが一般認識として広まり、「ゲイ」を男性同性愛者を指す言葉という認識が世界的にも標準化されつつある。

### レズビアン
女性同性愛者のことをレズビアンと呼ぶ。
日本では「レズ」という略語が良く用いられるが、歴史的に含まれてしまった侮蔑的なニュアンスを嫌い、フランス語の「Bien（ビアン）」が「素敵」を意味することから、意図的に「ビアン」と略す者もいる。
語源はギリシアのレスボス島に因む。古代ギリシア時代にこの島に暮らしていた詩人のサッポーが、少女の教育を担っていたと考えられる宗教的女性結社の指導者で、アプロディタ女神への讃歌や官能的な恋愛の詩を多数作り、古代において恋愛詩の閨秀詩人として著名だったためである。サッポーは1度男性と結婚し1女を儲けているが、彼女が女性に宛てた恋愛詩は男性へのそれより多い。

## 定義
アメリカ心理学会では同性愛を「同性間の性的、恋愛的、または感情的な魅力や活動」と説明している。

## 同性愛の割合
近年の多くの英米の調査では人口の2-13%（50人に1人から8人に1人）の割合で同性愛者が存在していると言われている。
電通ダイバーシティ・ラボが、2018年10月に全国20～59歳の個人60,000名を対象に、LGBTを含む性的少数者＝セクシュアル・マイノリティに関する広範な調査を行った結果、LGBT層に該当する人は8.9％だった。
自分が同性愛者と自覚しはじめた初期段階において、少なからずの者が自己嫌悪や自己否定の感情に苛まれることがあるとされる。そして、初期段階を経過し、ゲイやレズビアンであることを受け容れ、自己承認することは、受容(アクセプタンス)段階となる。カミングアウトの一つ前の段階で、セクシュアル・アイデンティティを自己肯定するための大切な過程とされる。一方のカミングアウトは自らが同性愛者であることを確認した上で、それを自分や周囲に隠さず素直に生きることを指す。カミングアウトで自身の性的指向や性自認をカミングアウトしたレズビアン、ゲイ、バイセクシャル、トランスジェンダーの人々を祝い、人々の認識向上を目的とした記念日が10月11日にある。モントリオール大学系のラ・フォンテーヌ病院のチームは、カミングアウトした同性愛者は、それをしていない同性愛者よりもストレスが少なく、異性愛者よりもリラックスしていることがあるとする研究結果を発表した。

## 差別と偏見

### 病理化
WHO（世界保健機関）の疾病分類『疾病及び関連保健問題の国際統計分類』（ICD）、アメリカ精神医学会の『精神障害の診断と統計マニュアル（DSM）』では、同性愛は「異常」「倒錯」「精神疾患」とはみなさず、治療の対象から外されている。そして同性愛などの性的指向について、矯正するのは間違いであると記載している。
かつて「DSM-Ⅰ」で同性愛は「病的性欲をともなった精神病質人格」と規定されていたが、1973年12月、アメリカ精神医学会の理事会が、同性愛自体は「精神障害として扱わない」と決議した。それにより、1974年の『DSM-Ⅱ第7刷』以降は「同性愛」という診断名は削除され、代わって「性的指向障害」という診断名になった。
1980年の「DSM-Ⅲ」では「自我異和的同性愛」という診断名が登場した。「自我異和的同性愛」とは、自らの性的指向で悩み、それを変えたいという持続的願望を持つ場合の診断名である（同性愛者であることを自ら肯定できている場合は病気ではない）。しかし、この診断名も同性愛自体が障害と考えられているとの誤解を生んだことや、自らの性的指向で悩むのは本人に問題があるからではなく、社会の偏見に起因するという問題意識から、1987年のDSM-Ⅲの修正版「DSM-Ⅲ-R」では、これも性障害から除外された。そして1990年の「DSM-Ⅳ」で、精神疾患リストから同性愛は完全に削除された。
またWHOのICD国際疾病分類の第9版「ICD-9」（1975年）では「性的逸脱及び障害」の項の1つに「同性愛」という分類名が挙げられていたが、1979年には「精神障害と考えられるべきか否かにかかわらず、同性愛をここに分類」との注釈がついた。そして1990年採択の「ICD-10」では「同性愛」の分類名は廃止され、「自我異和的性的定位」という分類名が用いられたが、「性的指向自体は、障害と考えられるべきではない。」と注釈がついた。これにより、同性愛自体は精神障害とされなくなった。1993年、WHOは再び「同性愛は、いかなる意味でも治療の対象にならない」と宣言した。
日本の厚生省は、1994年にWHOの見解を踏襲し、日本精神神経学会も1995年にWHOなどの見解を尊重すると表明し、「同性愛は、いかなる意味でも治療の対象とはならない」と宣言している。文部省も1994年に、指導書の「性非行」の項目から同性愛を削除した。
このように、同性愛そのものは疾患では無いとされるようになった。ただ同性愛である事によって差別されたり、社会規範との適合性から思い悩み、鬱病など精神障害を発症するケースがある（後述も参照）。その場合は『同性愛者を差別する社会病理に根ざした鬱病』として捉えられる。

### 同性愛者と異性の関係
特にレズビアンに対し、男性恐怖症ではないかという誤解が見受けられる。『ゲイ 新しき隣人たち』（モートン・ハント著、窪田高明訳、河出書房新社）では、男性同性愛者の場合、約半数はいずれかの時点で女性との性交を経験しており、女性に関心も性的感情も過去に1度も抱いたことのないゲイ男性は、全体の4分の1としている（ただし、『ゲイ 新しき隣人たち』の出版年が1982年であることを考慮すると、この本ではバイセクシュアル男性をゲイに含めていた可能性が高い。1982年当時はゲイとバイセクシュアル男性の区別が曖昧であった）。

### 同性愛カップルには男役と女役がいるのか
イェール大学のQ Magazineは、「ゲイ男性はタチ（Top）とネコ（Bottom）に分かれる」、「同性間のリレーションシップは片方が女性的な役割でもう一方が男性的役割である」といった異性愛社会の通念や慣習をに当てはめる考えは、彼らの実態に則していないとしている。それでも敢えてその無意味な性役割の概念を同性愛者に適用していうならば、そのような状態に近いカップルと、そうでないカップルが存在するということになる。

### 同性愛者と健康
差別や偏見のせいでうつ病になる同性愛者もいる。
1989年のアメリカの保健社会福祉省の調査によれば、思春期の自殺者のうち約30%が同性愛者を中心にしたセクシャルマイノリティである。
ゲイ・バイセクシュアル男性を対象として、2005年、京都大学大学院医学研究科の日高庸晴氏（当時。現在は関西看護医療大学講師）らが国の補助を受けてインターネット・ホームページ上で行ったアンケート調査（2005年8月～11月調査実施）によると、約6000人が回答したうち、3人に2人がこれまでに自殺を考えたことがあり、14%は実際に自殺未遂の経験があるとの結果が出た（有効回答数5731）。この割合は1999年実施調査（有効回答数1025）とほぼ同率であった。

### ポルノ等における同性愛者
ポルノ雑誌やポルノ媒体などにおける男性同性愛や、「レズもの」における女性同性愛などに対しては、性的観点を重視し過ぎている、娯楽的観点に偏重しているとして不快に感じる人もいる。また男性同性愛者の性を商品化している、男性同性愛者を異性愛社会に隷属させるためのステレオタイプに押し込めている、などの批判もある。佐藤雅樹は「異性愛女性が自分より弱い立場の存在（ゲイ）にステレオタイプを押し付けることが『差別』なのだ」といっている。

## 歴史
日本での同性愛の歴史は、「日本における同性愛」に詳しく書かれている。
男性の同性愛を指す言葉として、「男色」「断袖（だんしゅう）」がある。どちらも中国由来の言葉で、武士同士の男色の場合は衆道とも言う。断袖は、紀元前の中国皇帝哀帝 (漢)が同衾した董賢を起こさぬよう、董賢の頭の下にあった自分の衣の片袖を切ったという故事から男色の別称となった。
古代ギリシャのアテナイなどにおいて、男色（少年愛）は公然と行われており、プラトンの著作（『プロタゴラス』『饗宴』『パイドロス』など）でも、頻繁に描かれている。テーバイの精鋭部隊である神聖隊は男性の恋人同士によって編成されていたとされる。
1969年6月28日未明に、アメリカ合衆国ニューヨーク市内グリニッジ・ヴィレッジにあったゲイバー「ストーンウォール・イン（Stonewall Inn）」に警察の弾圧的手入れが行われ、これに端を発した数千人規模の暴動「ストンウォールの反乱」が発生した。この事件は世界中でLGBTの権利を求める声が拡まる大きな契機となり、事件の翌年（1970年）に行われた暴動発生1年を記念するデモンストレーションがアメリカ国内の各地で行われ、これがプライド・パレードの始まりとなった。1989年5月26日にデンマークで、世界で初めて登録パートナーシップ法が成立し、10月1日に施行された。
1990年5月17日、世界保健機関（WHO）が疾病及び関連保健問題の国際統計分類（ICD）から同性愛を削除し、同性愛は病気の一種ではないことを決議する。
2001年4月1日に世界初の同性結婚（異性同士の結婚と全く同一の婚姻制度）が、オランダで認められた。
アイスランドの女性政治家、ヨハンナ・シグルザルドッティルは、私生活ではレズビアンで、2009年2月1日に同国首相に就任し、同性愛者を公言した世界初の国家首脳になった。さらに、2010年6月27日に女性脚本家と結婚し、同性結婚をした世界初の国家首脳となった。
2019年5月17日、中華民国（台湾）で、アジアで初めて法的に同性婚が認められた。

## 文化・宗教における同性愛
同性愛に対する文化・宗教の態度は様々である。文化・宗教で同性愛に言及する場合、そのほとんどは男性同性愛への言及であり、女性同性愛についての記述は非常に限られている。

### 宗教における同性愛
同性愛に対する宗教上の解釈も人や宗派によりさまざまであるが、同性愛をさほどタブー視しない日本に比べ、概ね欧米の伝統的な文化では同性愛は否定的に評価されている。同性愛を表向き禁止している文化・宗教は幾つか存在し、例えば、アブラハムの宗教の中の少なからぬ宗派は同性愛を禁じている。欧米の否定的評価は、この宗教的倫理によるものである。
キリスト教の中でも比較的保守的な宗派においては、『コリントの信徒への手紙一』の6章9節、『ローマの信徒への手紙』の1章26-27節などを基に、同性愛を罪であると見做している場合が多い。そのためカトリック教会では、ヨーロッパにおいて中世・近世を経て近代に至るまで、同性愛者に対する厳しい迫害が行われ、多数の者が処刑された。現代では、同性愛は異性愛と同様に神の意思に従った自然な存在であると考える宗派もある。同性間の性的行為についても、容認している教派と許されないとする教派に分かれる。2020年10月21日、カトリック教会の最高位聖職者であるローマ教皇のフランシスコは、「彼らは神の子であり、家族になる権利がある」と、同性カップルの法的権利を認めるパートナーシップ制度「シビル・ユニオン」への支持を表明した。
また、イスラム教も教義上は同性愛については否定的な見解を示している信者が少なくない。『クルアーン』の7章80節～81節と26章162節～166節には、預言者ルート（聖書ではロト）が男性に性欲を抱く人々を非難する記述がある。これを受けてイスラム国家では同性愛が犯罪として処罰の対象となり、現在でもサウジアラビアやイランのように同性愛者を死刑に処する国や地域も存在する。その一方、前近代イスラームにおいて同性間性行為が許容された地域があり、同性間性行為を謡った詩なども多く詠まれている。現代では同性愛差別に反対しているムスリムも存在する。同性愛者やトランスジェンダーのムスリムの団体「アル＝ファーティハ財団」がある。
仏教においては、『正法念処経』の十六小地獄で不倫をした者が落ちる地獄、女性の口を使ってみだらな行為をした者が落ちる地獄などと並んで、多苦悩処という男色者が落ちる地獄があると設定されている。迦才の『浄土論』、源信著『往生要集』でも、この多苦悩処について言及されている。
ヒンドゥー教においては、アイヤッパンやアルダーナリシュヴァラのように性の垣根を越えたような神格が登場するものの、地上世界における同性愛には否定的で法典類では罰金が定められている。ただし『マヌ法典』などではカーストからの追放といった厳罰を定めている。
日本の宗教である神道は、教祖・教典のない創唱宗教で、これといった戒律はないため、同性愛をタブー視していない。

### 制度化された同性愛
歴史的には、中世から近世初期にかけての日本の武士や、古代ギリシア・古代ローマのように、男性間の同性愛行為が制度化されていたり、公然と行われた文化も存在する。
古代ギリシアでは、制度化されていた少年愛を同性愛として含めると、同性愛は単なる恋愛・性愛のバリエーションの1つだったともいえる。異性愛との区別自体が無く、同性と肉体関係を持っても同性愛者という概念自体が存在しなかったという。当時のギリシアにおける自由民成人男性の性対象は女性、少年、奴隷、外国人のうちどれを選んでもよく、むしろ生涯で片方の性にしか性欲が湧かないことは通常ではないとされていたという。但し、制度少年愛における同性愛的関係は、概ね成人男性と思春期前後の少年のあいだで結ばれるもので、これらが集団の結束を強固にする目的があったり、何らかの意味で現代的な同性愛とは異なるものだと指摘する見方もある。周辺時代に登場する主な史説に、アレクサンドロス3世（大王）のヘファイスティオンとの同性愛関係やユリウス・カエサルのスエトニウスによるニコメデス4世との関係などがある。
ニューギニアではサンビアなどメラネシアの幾つかの社会で通過儀礼の一環として男性同士のフェラチオや肛交が定められているという。但し、これは同性どうしの行為という意味では一般的であるが、これが社会的な義務観念であることから、「性愛」ないし「愛情」をともなう同性愛の行為であるとは必ずしもいえない。

## 同性愛に関する法と政治
|  | 同性愛を合法とする国       |  |                                       |
|  | 結婚1                      |  | 結婚は認められているが法的適用は無し1 |
|  | シビル・ユニオン           |  | 事実婚                                |
|  | 同性結婚は認められていない |  | 表現や団体の自由を法的に制限          |
|  | 同性愛を違法とする国       |  |                                       |
|  | 強制的罰則はない2          |  | 拘禁                                  |
|  | 終身刑                     |  | 死刑                                  |

世界においては、同性愛自体が合法である国家と、違法である国家が存在する。同性愛が合法である地域の中には、同性結婚を認めている地域（スペインやオランダ、カナダ、アメリカ合衆国、イギリスなど）や、婚姻とは別の形で、パートナーシップ制度や内縁関係を認めている国家（ドイツ、オーストラリア、台湾など） がある。
一方で違法でなくても、同性カップルに関する認知制度が無く、同性カップル自体は社会制度上認められていない地域 （日本や中国など）も多く存在する。但し日本では養子縁組を結べば、対等なカップルではなく親子関係になるものの、婚姻者とほぼ同等の権利が認められる。南アフリカ共和国は、1996年に制定した新憲法でアパルトヘイトの禁止と同時に、性的指向にも言及し、同性愛と異性愛について一切の差別を行わないことを宣言している。
サウジアラビアなどイスラム国家では、同性愛は違法である場合が多い（イスラム教が多数を占める国家であっても、トルコやインドネシアのように世俗主義を採る国家は、社会的認知制度は無いものの合法）。違法である国家においては、リベリアのように軽犯罪に分類される国家はほとんど無く、多くの国家で重罪とみなされ、場合によっては終身刑が適用されうる国家（パキスタンなど）、さらには死刑が適用されうる国家（イラン、サウジアラビアなど）もある。
2008年12月に、国際連合総会において「性的指向と性自認に基づく差別の撤廃と人権保護の促進を求める」旨の声明が出された。日本はこれに賛同している。なお賛同した66ヶ国中アジア圏で賛同した国家は日本のみで、先進諸国のなかでもアメリカ合衆国は賛同しなかった。ただしアメリカ合衆国は、後にオバマ政権に移行したこともあり、賛同する方針に転換している。
加えて、以前は重罪であった国家でも、合法化へと進んでいる国家も存在する。インドは以前は重罪 (終身刑が適用されうる) であった。これはイギリス領インド帝国の時に作られた法律であったが、2008年には国連が非違法化すべきであると提案し、2009年7月にインドの高等裁判所が、同性愛は違法ではないという判決を出した。詳しくはインドにおける同性愛を参照。
日本では、1872（明治5）年に発令された「鶏姦律条例」および1873（明治6）年に発令された「改定律例」では男性同士の肛門性交（鶏姦）が犯罪とされた（後者の第266条では懲役刑）。しかし、1880（明治13）年に制定（施行は1882年1月1日）された旧刑法には、この規定はなくなった。それ以来日本の法において、同性愛は違法とされておらず、現在法務省は性的指向による差別をなくす呼びかけを行っている。一方で、同性結婚を認める法律は存在しない。G7（フランス、アメリカ合衆国、イギリス、ドイツ、日本、イタリア、カナダ）のうち、同性結婚もシビル・ユニオンも法制化されていない国は日本のみである。
2013年現在、ロシアにおいては、同性結婚は認められておらず、同性愛そのものが、異性愛よりも下等であるとされている。2013年6月30日、ウラジーミル・プーチン大統領は、同性愛の宣伝行為に対して罰則を与える法案に署名、法律は成立した。この法律では、同性愛と異性愛の関係が「社会的に同等」であるという「歪んだ理解」を持たせる情報を、未成年者に広めた者に対し、最大5000 ルーブル（約1万5000円）の罰金を科すとしている。外国人にも適用され、罰金だけでなく、身柄拘束、国外退去も可能としている。

## 同性愛と社会

### 同性愛者同士のコミュニケーションや運動
古来から、通過儀礼として社会的に同性愛が認められている場合を除き、自身が同性愛者であると公に明かすことをためらう人が少なくない。また同性愛者の数も相対的には少ない。ゆえに、同性愛者同士のコミュニケーションは時・場所が異性愛者同士のそれと比べると、ウェブサイトの同性愛者専用の掲示板やSNS、同性愛者を客層とするバーなど狭い範囲に限られている。

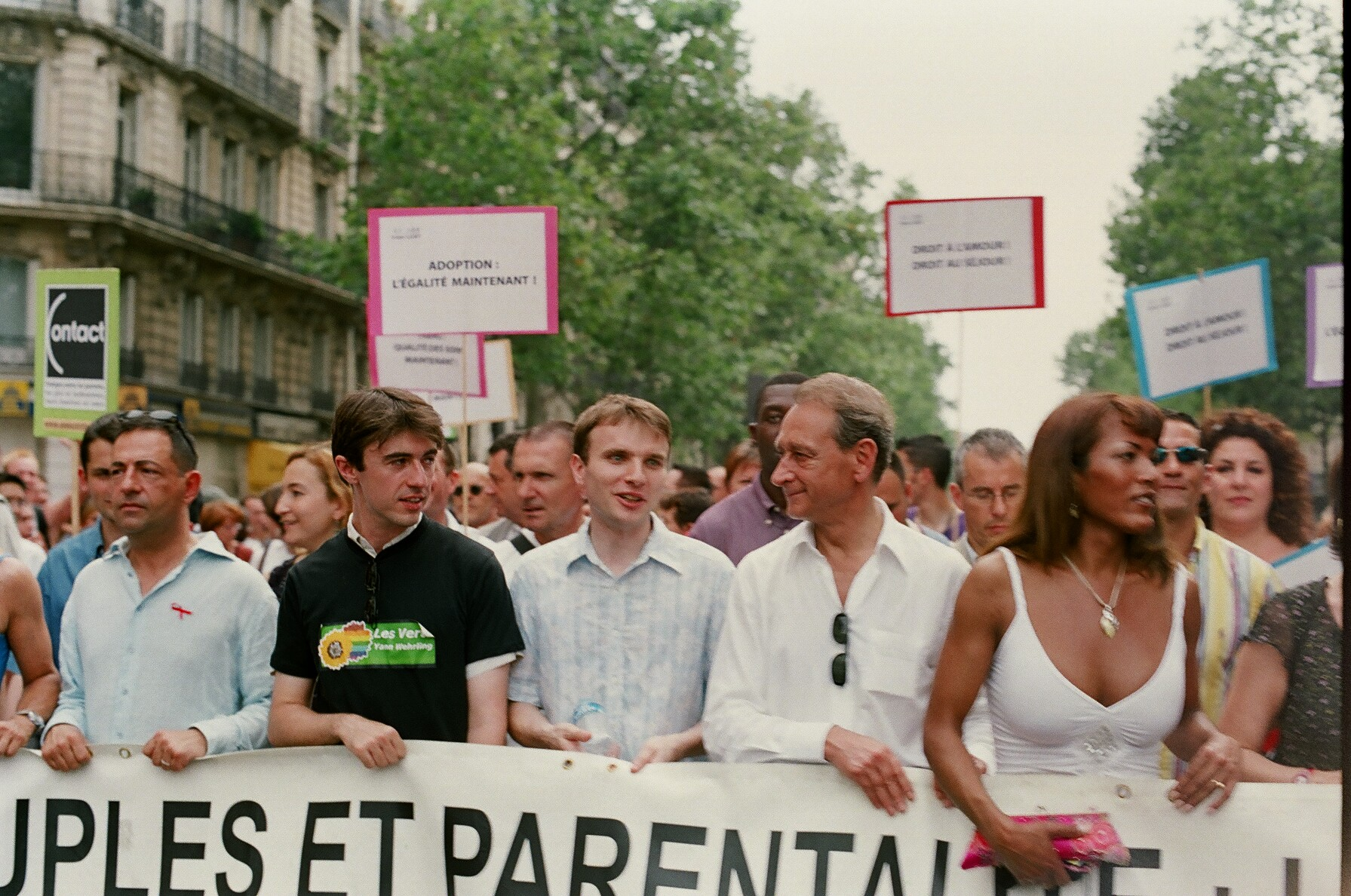
パリのプライド・パレード(仏:La Marche des fiertés)の先頭、左からイル＝ド＝フランス地域圏議会のジャン・リュック・ロメロ議員(国民運動連合)、ヤン・ヴェーリング緑の党・党首(当時)、Inter-LGBTのアラン・ピルウー代表、パリ市長のベルトラン・ドラノエ, 2005年6月25日

但し、異性愛社会の中では時・場所が限られているからといって、特にゲイ男性同士の場合、出会いが少ないことは意味しない。
日本では、1980年代半ばまでは同性愛者同士のコミュニケーションはゲイ雑誌の出会い投稿欄やバー、発展場などに限られていたが、1980年代後半に伝言ダイヤルやダイヤルQ2が普及したことで様変わりした。90年代半ば以降はインターネットの急激な普及と出会い系サイトの登場で、同性愛者同士の出会いは更に容易になった。（参照：日本における同性愛#ゲイのコミュニケーション）
近年では、自己に誇りを持とうとするための運動として、プライド・パレードのようなイベントや、インターネット上でのコミュニケーション、同性愛者への差別意識（参考：ホモフォビア）撤廃などを訴える運動が行われている。
インターネットが発達することによって、かつて少数派として孤独になりがちだった同性愛者は、世界中の同性愛者と繋がることができる環境になった。
アイルランドの作家で、同性愛者であるコルム・トビーンは「インターネットができる前は大いなる孤独があった。今は連帯がある」と語り、インターネットを始めとするテクノロジーの発達が、同性愛者の生活を変えたと指摘している。

## 原因
同性愛を含む性的指向の正確な原因はわかっておらず、遺伝子、ホルモン、環境要因などの複雑な相互作用によって引き起こされると考えられている。
同性愛など人間の性的な傾向は、自律神経をつかさどる脳の機能に規定されているという説もある。有名なものとしてはスウェーデンの研究がある。

## 動物の同性愛

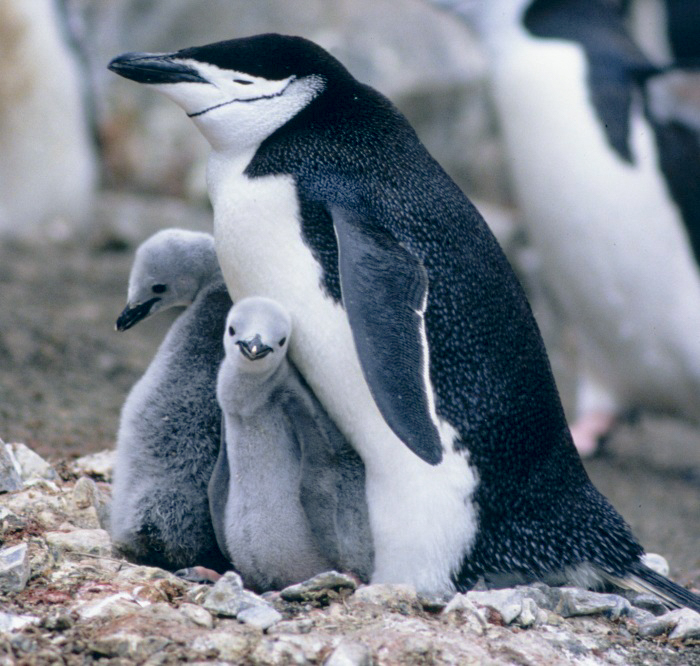
ニューヨークのセントラル・パーク動物園のロイとシロは雄同士でありながら子育てを行うペンギンとして有名になった

人間以外の生物においても同性愛と解釈できる行動は決して珍しいものではなく、オス同士で互いに精子をかけ合うクジラをはじめ、猿や昆虫の間で見られた等多数の例が報告されている。2006年にノルウェーのオスロ自然史博物館では、世界で初めて「生物の同性愛」をテーマとした展示会が開催された。同性愛的行動が確認された動物は1500種以上であり、そのうち500種の同性愛が立証されている。

## 関連文献
- 『クィア・サイエンス―同性愛をめぐる科学言説の変遷』（サイモン・ルベイ著、伏見憲明監修、玉野真路・岡田太郎訳、勁草書房、2002年） ISBN 4326601507
- 『同性愛の基礎知識』（伊藤悟、あゆみ出版、1996年）
- 『同性愛者として生きる』（伊藤悟 他、明石書店、1998年）
- 『同性愛がわかる本』（伊藤悟、明石書店、2000年）
- 『同性愛って何？』（伊藤悟、緑風出版、2003年）
- 『310人の性意識―異性愛者ではない女たちのアンケート調査』（性意識調査グループ、七つ森書館、1998年）
- 『江戸の性愛術』（渡辺信一郎、新潮社）
- 『カミングアウト・レターズ』（砂川秀樹、RYOJI、太郎次郎社エディタス、2007年）
- 『同性愛者における他者からの拒絶と受容―ダイアリー法と質問紙によるマルチメソッド・アプローチ 臨床心理学研究の最前線 1』（石丸径一郎、ミネルヴァ書房、2008年）
- 『同性愛入門［ゲイ編］』（伏見憲明、ポット出版、2003年）
- 『戦後日本女装・同性愛研究 中央大学社会科学研究所研究叢書』（矢島正見、中央大学出版部、2006年）
- 『セクシュアルマイノリティ―同性愛、性同一性障害、インターセックスの当事者が語る人間の多様な性』（セクシュアルマイノリティ教職員ネットワーク、明石書店、2006年）
- 『ゲイ@パリ 現代フランス同性愛事情』（及川健二、長崎出版、2006年）
- 『先生のレズビアン宣言―つながるためのカムアウト』（池田久美子、かもがわ出版、1999年）
- 『もうひとつの青春 同性愛者たち』（井田真木子、文藝春秋、2006年）
- 『アレクサンドロスの征服と神話 (興亡の世界史)』 (森谷公俊、講談社、2007年)
- 『医療・看護スタッフのためのLGBTIサポートブック』(藤井ひろみ他編、メディカ出版、2007年)
- 『NHK「ハートをつなごう」LGBT BOOK』(NHK「ハートをつなごう」制作班編、太田出版、2010年)